# 1995年安托法加斯塔地震
1995年安托法加斯塔地震（英語：1995 Antofagasta earthquake）发生在1995年7月30日UTC时间05:11（当地时间01:11）。其震中位于安托法加斯塔的智利海海岸附近，影响范围为安托法加斯塔大区。